# Mitromorpha jovis
Mitromorpha jovis é uma espécie de gastrópode do gênero Mitromorpha, pertencente a família Mitromorphidae.